# 周聰
周聰（英語：Chau Chung，1925年1月25日—1993年7月11日），出生於廣州，香港播音員、作曲家、填詞人及歌手，被譽為「播音皇帝」或「播音王子」，能曲能詞能唱，是早期粵語流行曲代表人物，填詞人黃霑尊稱為「粵語流行曲之父」。

## 簡歷
1950年代初周聰任職夜總會樂隊領班，並獲和聲歌林唱片公司賞識，得到填詞及演唱的機會，除獨唱還經常合唱歌曲，拍檔包括呂紅、鳴茜等，其中以「小木偶」最為人所知。中期起穿梭於香港電台與麗的呼聲，聲音兩邊走，直到1959年才加盟剛啟播的商業電台，任職中文節目助理。在俞琤擔任商業二台台長之前，台長一職就由周聰出任。
周聰曾為商台早年點唱節目《祝壽歌》（「恭祝你福壽與天齊，慶賀你生辰快樂。年年都有今日，歲歲都有今朝。恭喜你哋，恭喜你。」）及《祝婚歌》（「齊賀你，天生一對，效于飛諧鸞鳳。良辰美景，新婚快樂，看香車來迎淑女。龍鳳配，恭喜你，才郎玉女結一雙。瑤池戲水，鴛鴦比翼，諧白髮鴛鴦侶。」）主題曲填詞，兩首歌曲均由當時商業電台播音員尹芳玲、莫佩文、梁美嫻及翠碧合唱。周聰也曾為商台廣播劇歌曲《薔薇之戀》（廣播劇《薔薇之戀》主題曲；尹芳玲主唱）、《勁草嬌花》（廣播劇《勁草嬌花》插曲；莫佩文主唱）、《痴情淚》（廣播劇《妙曲名花》插曲；翠碧主唱）、《飛花曲》（廣播劇《勁草嬌花》插曲；梁美嫻主唱）等，以及粵語時代曲《快樂伴侶》（周聰、呂紅合唱）等名曲填詞。
他亦包辦過曲詞，如電影《家和万事兴》（1953年）主題曲《一枝竹仔》（當中開首兩句為「一枝竹會易折彎，幾枝竹一扎斷折難」）和京都念慈菴川貝枇杷膏的廣告歌。前者一直被視為優秀的兒歌，甚至被誤以為是傳統童謠；後者流暢入耳，由1960年代沿用至80年代。
周聰在商台工作至1988年3月退休，1993年7月11日因胰臟癌病逝三藩市。